# 群馬県幼稚園一覧
群馬県幼稚園一覧（ぐんまけんようちえんいちらん）は、群馬県の幼稚園の一覧。

## 国立幼稚園
- 群馬大学共同教育学部附属幼稚園

## 公立幼稚園

### 前橋市
- 前橋市立まえばし幼稚園
- 前橋市立大胡幼稚園
- 前橋市立大胡東幼稚園
- 前橋市立宮城幼稚園

### 高崎市
- 高崎市立高崎幼稚園
- 高崎市立南八幡幼稚園
- 高崎市立倉賀野幼稚園
- 高崎市立塚沢幼稚園
- 高崎市立くらぶちこども園
- 高崎市立吉井幼稚園
- 高崎市立吉井西
- 中居幼稚園

### 桐生市
- 桐生市立東幼稚園
- 桐生市立西幼稚園
- 桐生市立境野幼稚園
- 桐生市立広沢幼稚園
- 桐生市立相生幼稚園
- 桐生市立川内南幼稚園
- 桐生市立桜木幼稚園

### 伊勢崎市
- 伊勢崎市立第一幼稚園
- 伊勢崎市立南幼稚園
- 伊勢崎市立殖蓮幼稚園
- 伊勢崎市立茂呂幼稚園
- 伊勢崎市立三郷幼稚園
- 伊勢崎市立宮郷幼稚園
- 伊勢崎市立名和幼稚園
- 伊勢崎市立豊受幼稚園
- 伊勢崎市立あかぼり幼稚園
- 伊勢崎市立あずま幼稚園

### 太田市
- 太田市立生品幼稚園
- 太田市立綿打幼稚園
- 太田市立藪塚本町南幼稚園

### 沼田市
- 沼田市立榛名幼稚園
- 沼田市立利南幼稚園
- 沼田市立池田幼稚園
- 沼田市立薄根幼稚園
- 沼田市立利南東幼稚園

### 館林市
- 館林市立北幼稚園
- 館林市立南幼稚園
- 館林市立東幼稚園
- 館林市立杉並幼稚園
- 館林市立西幼稚園

### 渋川市
- 渋川市立渋川幼稚園
- 渋川市立渋川第二幼稚園
- 渋川市立かに石幼稚園
- 渋川市立子持北幼稚園
- 渋川市立子持南幼稚園
- 渋川市立赤城幼稚園
- 渋川市立北橘幼稚園

### 富岡市
- 富岡市立妙義幼稚園

### みどり市
- みどり市立笠懸幼稚園

### 北群馬郡
- 榛東村立北幼稚園
- 榛東村立南幼稚園

### 吾妻郡
- 中之条町立中之条幼稚園
- 中之条町立沢田幼稚園
- 中之条町立伊参幼稚園
- 中之条町立六合こども園
- 長野原町立中央幼稚園
- 長野原町立応桑幼稚園
- 嬬恋村立東部幼稚園
- 嬬恋村立田代幼稚園
- 嬬恋村立干俣幼稚園
- 嬬恋村立大笹幼稚園
- 嬬恋村立大前幼稚園
- 高山村立高山幼稚園
- 東吾妻町立東幼稚園
- 東吾妻町立太田幼稚園
- 東吾妻町立原町幼稚園
- 東吾妻町立岩島幼稚園
- 東吾妻町立坂上幼稚園

### 利根郡
- 川場村立川場幼稚園
- みなかみ町立月夜野幼稚園
  - みなかみ町立月夜野幼稚園下牧分園
- みなかみ町立月夜野北幼稚園
- みなかみ町立にいはる幼稚園

### 佐波郡
- 玉村町立玉村幼稚園
- 玉村町立南幼稚園

## 私立幼稚園
- 松原幼稚園（邑楽郡大泉町）
- えのき幼稚園（邑楽郡大泉町）
- みよし幼稚園（邑楽郡大泉町）
- みよし第二幼稚園（邑楽郡大泉町）
- 清風幼稚園（高崎市）
- 白ばら幼稚園（渋川市）
- 信愛幼稚園（渋川市）
- 高崎商科短期大学附属佐藤幼稚園（高崎市）
- 駒寄幼稚園（北群馬郡吉岡町）
- 中川幼稚園（高崎市）
- 長野幼稚園（高崎市）
- 七日市幼稚園（富岡市）
- 白ゆり幼稚園（桐生市）
- いずみ幼稚園（前橋市）
- 華頂幼稚園（前橋市）
- 山王幼稚園（前橋市）
- 田部井幼稚園（伊勢崎市）
- のびのび幼稚園（桐生市）
- わかくさ幼稚園（前橋市）
- なかよし幼稚園（太田市）
- スマイル幼稚園（太田市）